# Oğuz Akgül
Oğuz Akgül (* 8. Mai 1988) ist ein türkischer Sprinter, der sich auf den 400-Meter-Lauf spezialisiert hat.

## Sportliche Laufbahn
Erste internationale Erfahrungen sammelte Oğuz Akgül im Jahr 2019, als er bei den Balkan-Meisterschaften in Prawez in 47,68 s die Bronzemedaille über 400 Meter hinter dem Ukrainer Danylo Danylenko und Mindia Endeladse aus Georgien gewann. Im Jahr darauf belegte er bei den Balkan-Hallenmeisterschaften 2020 in Istanbul in 47,58 s den vierten Platz und 2022 gewann er bei den Balkan-Meisterschaften in Craiova in 3:08,48 min die Silbermedaille hinter dem ukrainischen Team.
2019 wurde Akgül türkischer Meister im 400-Meter-Lauf.

## Persönliche Bestzeiten
- 400 Meter: 46,81 s, 4. Juni 2022 in Erzurum
  - 400 Meter (Halle): 47,58 s, 15. Februar 2020 in Istanbul